# Ian Blackburn
Ian Blackburn (* 24. September 2002 in Wellington) ist ein neuseeländischer Schauspieler und Synchronsprecher.

## Leben
Blackburn wurde am 24. September 2002 in Wellington geboren. Seit 2016 ist er als Theaterschauspieler zu sehen und wirkt außerdem in Film- und Fernsehproduktionen mit. Es folgten mehrere Rollenbesetzungen in verschiedenen Kurzfilmproduktionen. 2022 verkörperte er die Rolle des Südländers Rowan in drei Episoden der Fernsehserie Der Herr der Ringe: Die Ringe der Macht. Im Folgejahr erhielt er eine Rolle im Kurzfilm The Two Seater. Im selben spielte er in sechs Episoden der Fernsehserie After the Party die Rolle des Ollie. Eine weitere wiederkehrende Rolle erhielt er 2024 als Ben Souter in der Fernsehserie A Remarkable Place to Die.

## Filmografie (Auswahl)

### Schauspiel
- 2016: Unbreakable Beau (Kurzfilm)
- 2017: Shelter (Kurzfilm)
- 2018: Behold the Ghost (Kurzfilm)
- 2022: Der Herr der Ringe: Die Ringe der Macht (The Lord of the Rings: The Rings of Power, Fernsehserie, 3 Episoden)
- 2023: The Two Seater (Kurzfilm)
- 2023: After the Party (Fernsehserie, 6 Episoden)
- 2024: A Remarkable Place to Die (Fernsehserie, 2 Episoden)

### Synchronisationen
- 2008: The Sands of Hollywood (Animationskurzfilm)

## Theater (Auswahl)
- 2016: The Taming of the Shrew, Regie: Hana Olds und Kitty Macintyre, Wellington High School Shakespeare Society
- 2017: Romeo und Juliet, Regie: Veronica Maughan und Salote Nowalowala-McCrory, Wellington High School Shakespeare Society
- 2018: Much Ado About Nothing, Regie: Niamh Vaughan und Arie Faber, Wellington High School Shakespeare Society
- 2018: Cymbeline, Regie: Roger Mantel, Wellington High School
- 2019: Punk Rock, Regie: Roger Mantel, Wellington High School
- 2019: King Lear, Regie: Wilma Pride und Naomi Melville, Wellington High School Shakespeare Society
- 2020: The Tempest, Regie: Zoe Crane und Emily Rosemergy, Wellington High School Shakespeare Society
- 2020: Every Brilliant Thing, Regie: Roger Mantel, Wellington High School
- 2021: Antigone, Regie: Heather Daniels und Erina Daniels, Toi Whakaari
- 2022: Mimic Another, Regie: Helen Todd und Ross McCormack, Toi Whakaari
- 2023: The Birthday Girl, Regie: Carrie Green, Toi Whakaari
- 2024: Lick Off My Tears, Death Is Also Dying, Regie: Sofija Milic, Lick Dance Theatre